# Sandsound Voe

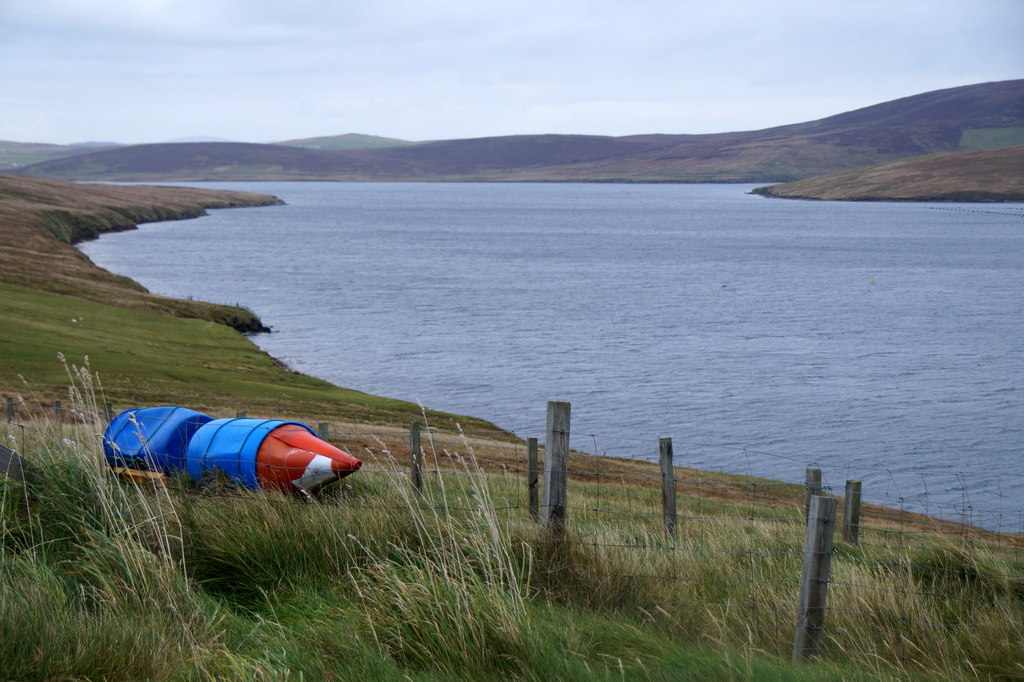
Blick in die Voe in nördlicher Richtung

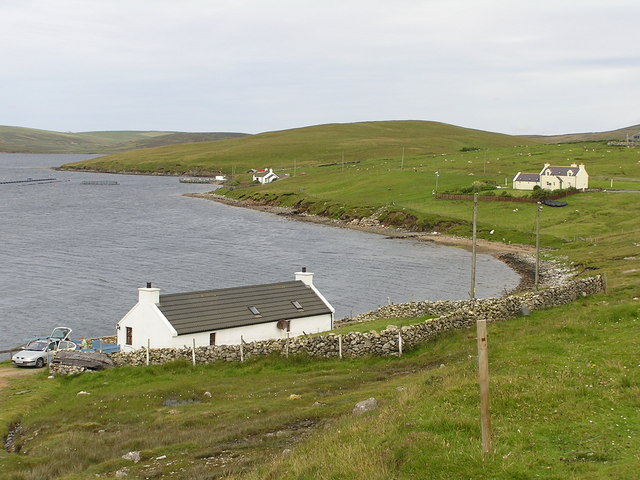
Häuser an der Bucht

Die Sandsound Voe ist eine Meeresbucht (Voe), die im Südwesten der zu Schottland zählenden Shetlands liegt.

## Geographie
Die Sandsound Voe ist eine Bucht, die im Westen von Mainland an der südlichen Küste der Insel liegt. Sie erstreckt sich über mehrere Kilometer landeinwärts und weist eine langgestreckte Form auf. Der kleine Ort Sandsound liegt am östlichen Ufer der Bucht, wo es vom 144 Meter hohen Ber Field überragt wird. Die meerseitigen Begrenzungen der Sandsound Voe im Westen sind die Halbinsel Fora Ness, mit der Sand Voe auf der gegenüberliegenden Seite, im Osten folgt, nach der Landspitze Russa Ness, die Weisdale Voe. Im Landesinneren sind es die Salt Ness im Westen und die Lung Ness im Osten. Hier geht die Sandsound Voe über in die Wasserstraße The Firth und die nachfolgende Bixter Voe im Nordwesten sowie in die Tresta Voe im Nordosten.

## Historisches
Im Rahmen der historischen Gliederung Schottlands in Civil Parishes zählt die Sandsound Voe zu Sandsting.